# Ed Cassidy
Edward Claude „Ed“ Cassidy, Spitzname Mr. Skin (* 4. Mai 1923 in Harvey, Cook County; † 6. Dezember 2012 in San Jose, Kalifornien) war ein US-amerikanischer Jazz- und Rock-Schlagzeuger. Er war 1967 einer der Gründer der Rockgruppe Spirit.

## Leben und Wirken
Cassidy wurde in einer ländlichen Gegend außerhalb Chicagos geboren. Seine Familie zog 1931 ins kalifornische Bakersfield. Cassidy begann seine Karriere als professioneller Musiker im Jahr 1937. Er diente während des Zweiten Weltkriegs in der US Navy. Nach seiner Entlassung wechselte er häufig seine Arbeitsplätze, bevor er Vollzeitmusiker wurde. Er arbeitete in Showbands, Dixieland-Combos, Country- und Western-Bands und spielte Soundtracks für Filme. Er machte auch einen kurzen Abstecher in die San Francisco Opera.
Cassidy spielte in den 1950er Jahren unter anderem mit Jazzgrößen wie Art Pepper, Cannonball Adderley, Thelonious Monk, Gerry Mulligan oder Zoot Sims zusammen. Mit Taj Mahal und Ry Cooder gründete er 1964 die Band Rising Sons, 1965 die Red Roosters. Mit seinem Stiefsohn Randy California formierte Cassidy 1967 in Los Angeles die Band Spirit, mit der er bis 1996 vierzehn Alben einspielte. 1978 trat er mit dieser Band beim WDR-Rockpalast in der Essener Grugahalle auf.
Ab Mitte der 1970er Jahre arbeitete Cassidy auch als Schauspieler, darunter Live-Improvisationen und Auftritte in der Fernsehserie General Hospital sowie in Filmen. 
Cassidy war zweimal verheiratet und hatte eine Tochter. Er starb am 6. Dezember 2012 im Alter von 89 Jahren im kalifornischen San Jose.